# Kevin Doyle (calciatore)
Kevin Edward Doyle (Adamstown, 18 settembre 1983) è un ex calciatore irlandese, di ruolo attaccante.

## Carriera

### Club

#### Gli esordi
Nativo di Adamstown, piccolo villaggio irlandese della Contea di Wexford, Doyle firmò il suo primo contratto professionistico nel settembre 2001 per il St Patrick's Athletic. Giocò inizialmente nella squadra giovanile della società, ma pochi mesi dopo debuttò in League of Ireland, massima lega irlandese. Collezionò 10 presenze senza reti nella stagione 2002-2003. Successivamente trascorse un periodo positivo nel Cork City, che l'aveva ingaggiato nel febbraio 2003. In maglia biancoverde venne inizialmente schierato come ala destra, ma ben presto spostato nel suo ruolo naturale di attaccante puro. Durante la permanenza a Cork siglò più di 20 reti in campionato - di cui 13 nella stagione 2004 - oltre a due nell'edizione 2004 della Coppa Intertoto. In quest'ultima competizione il Cork City superò i primi due turni contro le più quotate Malmö FF e N.E.C., ma venne eliminato al terzo turno dai francesi del Nantes. Doyle disputò tutte e sei le partite, siglando due reti (contro N.E.C. e Nantes). Nel novembre 2005 conquistò il suo primo trofeo: ricevette infatti la medaglia di campione d'Irlanda, nonostante si fosse già trasferito al Reading nel mese di giugno.

#### Reading
Il 7 giugno 2005 si trasferì al Reading e firmò un contratto biennale. Al Cork City vennero corrisposti 117.000 euro, l'equivalente di 78,000 sterline. Originariamente acquistato come un rimpiazzo, gli infortuni incorsi ai compagni di reparto gli offrirono la possibilità di essere schierato titolare dall'allenatore Steve Coppell. Cominciò ben presto a mostrare la sua naturale abilità nel segnare reti e nel colpire le difese avversarie in velocità. In questa stagione segnò, tra gli altri, il gol contro il Leicester City che valse la promozione in FA Premier League alla sua squadra. Con questo pareggio (1-1), infatti, i Royals ottennero la prima promozione in massima serie della loro storia. In quest'annata Doyle si affermò come uno dei migliori calciatori della categoria e nell'aprile 2006 venne nominato Player of the year ("giocatore dell'anno) dal sito ufficiale del Reading. Fu altresì inserito nella squadra dell'anno della PFA della Championship, stilata dalla Professional Footballers' Association. Inoltre, ottenne un riconoscimento anche dalla Football Association of Ireland che lo scelse come Young player of the year ("giovane giocatore dell'anno") del 2006. Ricoprì un ruolo importante anche durante la stagione successiva in Premiership; infatti mise a segno ben 13 reti in 32 presenze, al primo anno in massima serie. Il suo primo gol in Premiership è datato 23 agosto 2006, alla 2ª giornata di campionato contro l'Aston Villa. Al Villa Park la partita si concluse sul risultato di 2 a 1 per i Villans. Nella stagione 2007-2008 il suo rendimento conobbe un calo: dopo un discreto inizio di stagione (5 marcature in 15 incontri), non riuscì a trovare la via della rete per le successive 20 partite. Ritrovò la gioia del gol solo all'ultima giornata di campionato contro il Derby County, concludendo la stagione con sole 6 reti segnate in 36 presenze, retrocedendo in Championship. Doyle rimase a Reading anche per la stagione successiva. Tuttavia, le sue 18 marcature non furono sufficienti ad ottenere la promozione in Premiership poiché i Royals vennero sconfitti dal Burnley nei play off. Nel febbraio 2009 è stato nominato Giocatore dell'anno dalla Football Association of Ireland per l'anno 2008.

#### Wolverhampton
Doyle si trasferisce al Wolverhampton Wanderers, neopromosso in Premiership, il 30 giugno 2009, firmando un contratto quadriennale. La società non ha ufficializzato la cifra del trasferimento, comunque quantificabile in 6,5 milioni di sterline, ma ha confermato che si tratta della somma più alta mai spesa dal club. Ha debuttato con la nuova maglia il 22 agosto contro il Manchester City, mentre la prima marcatura risale al 22 settembre contro il Fulham.

#### Vari prestiti
Il 31 gennaio 2014 è passato al Queens Park Rangers con la formula del prestito. Il giorno seguente ha fatto il suo esordio con la nuova maglia, nel pareggio casalingo contro il Burnley per 3-3, siglando la rete del momentaneo 1-0. Si ripete due settimane più tardi, andando a segno contro il Reading, sua ex squadra, nella sconfitta per 1-3 a Loftus Road. A fine stagione non viene riscattato dal QPR e fa quindi ritorno al Wolverhampton.
Il 1º settembre 2014 viene acquistato dal Crystal Palace in prestito fino a gennaio.

#### Colorado Rapids
Il 20 marzo 2015 firma un contratto di due anni e mezzo con i Colorado Rapids.

### Nazionale

#### Maggiore
Doyle è stato convocato per la prima volta in nazionale maggiore nell'ottobre del 2005 ma ha debuttato il 1º marzo 2006 al Lansdowne Road contro nella vittoria per 3-0 contro la Svezia. Ha segnato il suo primo gol internazionale il 15 novembre seguente contro San Marino (5-0).

## Statistiche

### Presenze e reti nei club
| Stagione               | Squadra                | Campionato             | Campionato | Campionato | Coppe nazionali | Coppe nazionali | Coppe nazionali | Coppe continentali | Coppe continentali | Coppe continentali | Altre coppe | Altre coppe | Altre coppe | Totale | Totale |
| Stagione               | Squadra                | Comp                   | Pres       | Reti       | Comp            | Pres            | Reti            | Comp               | Pres               | Reti               | Comp        | Pres        | Reti        | Pres   | Reti   |
| ---------------------- | ---------------------- | ---------------------- | ---------- | ---------- | --------------- | --------------- | --------------- | ------------------ | ------------------ | ------------------ | ----------- | ----------- | ----------- | ------ | ------ |
| 2005-2006              | Reading                | FLC                    | 45         | 18         | FACup+CdL       | 3+3             | 1+0             | -                  | -                  | -                  | -           | -           | -           | 51     | 19     |
| 2006-2007              | Reading                | PL                     | 32         | 13         | FACup+CdL       | 1+1             | 0               | -                  | -                  | -                  | -           | -           | -           | 34     | 13     |
| 2007-2008              | Reading                | PL                     | 36         | 6          | FACup+CdL       | 0               | 0               | -                  | -                  | -                  | -           | -           | -           | 36     | 6      |
| 2008-2009              | Reading                | FLC                    | 42         | 18         | FACup+CdL       | 0               | 0               | -                  | -                  | -                  | -           | -           | -           | 42     | 18     |
| Totale Reading         | Totale Reading         | Totale Reading         | 155        | 55         |                 | 8               | 1               | -                  | -                  | -                  | -           | -           | -           | 163    | 56     |
| 2009-2010              | Wolverhampton          | PL                     | 34         | 9          | FACup+CdL       | 1+2             | 0               | -                  | -                  | -                  | -           | -           | -           | 37     | 9      |
| 2010-2011              | Wolverhampton          | PL                     | 26         | 5          | FACup+CdL       | 2+3             | 1+2             | -                  | -                  | -                  | -           | -           | -           | 31     | 8      |
| 2011-2012              | Wolverhampton          | PL                     | 33         | 4          | FACup+CdL       | 2+1             | 0               | -                  | -                  | -                  | -           | -           | -           | 36     | 4      |
| 2012-2013              | Wolverhampton          | FLC                    | 42         | 9          | FACup+CdL       | 1+1             | 0               | -                  | -                  | -                  | -           | -           | -           | 44     | 9      |
| 2013-gen. 2014         | Wolverhampton          | FLO                    | 29         | 3          | FACup+CdL       | 1+1             | 0               | -                  | -                  | -                  | -           | -           | -           | 31     | 3      |
| Totale Wolverhampton   | Totale Wolverhampton   | Totale Wolverhampton   | 164        | 30         |                 | 15              | 3               | -                  | -                  | -                  | -           | -           | -           | 179    | 33     |
| gen.-giu. 2014         | Queens Park Rangers    | FLC                    | 12         | 2          | FACup+CdL       | 0               | 0               | -                  | -                  | -                  | -           | -           | -           | 12     | 2      |
| 2014-gen. 2015         | Crystal Palace         | PL                     | 3          | 0          | FACup+CdL       | 1+1             | 1+0             | -                  | -                  | -                  | -           | -           | -           | 5      | 1      |
| gen.-giu. 2015         | Colorado Rapids        | MLS                    | 20         | 5          | USOC            | 1               | 0               | -                  | -                  | -                  | -           | -           | -           | 21     | 5      |
| 2015-2016              | Colorado Rapids        | MLS                    | 30         | 7          | USOC            | 1               | 0               | -                  | -                  | -                  | -           | -           | -           | 31     | 7      |
| 2016-2017              | Colorado Rapids        | MLS                    | 25         | 5          | USOC            | 1               | 0               | -                  | -                  | -                  | -           | -           | -           | 26     | 5      |
| Totale Colorado Rapids | Totale Colorado Rapids | Totale Colorado Rapids | 75         | 17         |                 | 3               | 0               | -                  | -                  | -                  | -           | -           | -           | 78     | 17     |
| Totale carriera        | Totale carriera        | Totale carriera        | 409        | 104        |                 | 28              | 5               | -                  | -                  | -                  | -           | -           | -           | 437    | 109    |

### Cronologia presenze e reti in nazionale
| Cronologia completa delle presenze e delle reti in nazionale ― Irlanda | Cronologia completa delle presenze e delle reti in nazionale ― Irlanda | Cronologia completa delle presenze e delle reti in nazionale ― Irlanda | Cronologia completa delle presenze e delle reti in nazionale ― Irlanda | Cronologia completa delle presenze e delle reti in nazionale ― Irlanda | Cronologia completa delle presenze e delle reti in nazionale ― Irlanda | Cronologia completa delle presenze e delle reti in nazionale ― Irlanda | Cronologia completa delle presenze e delle reti in nazionale ― Irlanda |
| Data                                                                   | Città                                                                  | In casa                                                                | Risultato                                                              | Ospiti                                                                 | Competizione                                                           | Reti                                                                   | Note                                                                   |
| ---------------------------------------------------------------------- | ---------------------------------------------------------------------- | ---------------------------------------------------------------------- | ---------------------------------------------------------------------- | ---------------------------------------------------------------------- | ---------------------------------------------------------------------- | ---------------------------------------------------------------------- | ---------------------------------------------------------------------- |
| 1-3-2006                                                               | Dublino                                                                | Irlanda                                                                | 3 – 0                                                                  | Svezia                                                                 | Amichevole                                                             | -                                                                      | 69’                                                                    |
| 24-5-2006                                                              | Dublino                                                                | Irlanda                                                                | 0 – 1                                                                  | Cile                                                                   | Amichevole                                                             | -                                                                      | 73’                                                                    |
| 16-8-2006                                                              | Dublino                                                                | Irlanda                                                                | 0 – 4                                                                  | Paesi Bassi                                                            | Amichevole                                                             | -                                                                      | 46’                                                                    |
| 2-9-2006                                                               | Stoccarda                                                              | Germania                                                               | 1 – 0                                                                  | Irlanda                                                                | Qual. Euro 2008                                                        | -                                                                      | 79’                                                                    |
| 15-11-2006                                                             | Dublino                                                                | Irlanda                                                                | 5 – 0                                                                  | San Marino                                                             | Qual. Euro 2008                                                        | 1                                                                      | 63’                                                                    |
| 24-3-2007                                                              | Dublino                                                                | Irlanda                                                                | 1 – 0                                                                  | Galles                                                                 | Qual. Euro 2008                                                        | -                                                                      | 59’                                                                    |
| 28-3-2007                                                              | Dublino                                                                | Irlanda                                                                | 1 – 0                                                                  | Slovacchia                                                             | Qual. Euro 2008                                                        | 1                                                                      | 74’                                                                    |
| 23-5-2007                                                              | New York                                                               | Ecuador                                                                | 1 – 1                                                                  | Irlanda                                                                | Amichevole                                                             | 1                                                                      | 60’                                                                    |
| 26-5-2007                                                              | Foxborough                                                             | Bolivia                                                                | 1 – 1                                                                  | Irlanda                                                                | Amichevole                                                             | -                                                                      | 54’                                                                    |
| 22-8-2007                                                              | Aarhus                                                                 | Danimarca                                                              | 0 – 4                                                                  | Irlanda                                                                | Amichevole                                                             | -                                                                      | 46’                                                                    |
| 8-9-2007                                                               | Bratislava                                                             | Slovacchia                                                             | 2 – 2                                                                  | Irlanda                                                                | Qual. Euro 2008                                                        | 1                                                                      |                                                                        |
| 12-9-2007                                                              | Praga                                                                  | Rep. Ceca                                                              | 1 – 0                                                                  | Irlanda                                                                | Qual. Euro 2008                                                        | -                                                                      |                                                                        |
| 13-10-2007                                                             | Dublino                                                                | Irlanda                                                                | 0 – 0                                                                  | Germania                                                               | Qual. Euro 2008                                                        | -                                                                      | 70’                                                                    |
| 17-10-2007                                                             | Dublino                                                                | Irlanda                                                                | 1 – 1                                                                  | Cipro                                                                  | Qual. Euro 2008                                                        | -                                                                      | 79’                                                                    |
| 17-11-2007                                                             | Cardiff                                                                | Galles                                                                 | 2 – 2                                                                  | Irlanda                                                                | Qual. Euro 2008                                                        | 1                                                                      |                                                                        |
| 6-2-2008                                                               | Dublino                                                                | Irlanda                                                                | 0 – 1                                                                  | Brasile                                                                | Amichevole                                                             | -                                                                      | 72’                                                                    |
| 24-5-2008                                                              | Dublino                                                                | Irlanda                                                                | 1 – 1                                                                  | Serbia                                                                 | Amichevole                                                             | -                                                                      | 86’                                                                    |
| 29-5-2008                                                              | Londra                                                                 | Irlanda                                                                | 1 – 0                                                                  | Colombia                                                               | Amichevole                                                             | -                                                                      | 85’                                                                    |
| 20-8-2008                                                              | Oslo                                                                   | Norvegia                                                               | 1 – 1                                                                  | Irlanda                                                                | Amichevole                                                             | -                                                                      | 64’                                                                    |
| 6-9-2008                                                               | Magonza                                                                | Georgia                                                                | 1 – 2                                                                  | Irlanda                                                                | Qual. Mondiali 2010                                                    | 1                                                                      | 77’                                                                    |
| 10-9-2008                                                              | Podgorica                                                              | Montenegro                                                             | 0 – 0                                                                  | Irlanda                                                                | Qual. Mondiali 2010                                                    | -                                                                      |                                                                        |
| 15-10-2008                                                             | Dublino                                                                | Irlanda                                                                | 1 – 0                                                                  | Cipro                                                                  | Qual. Mondiali 2010                                                    | -                                                                      | 90+2’                                                                  |
| 19-11-2008                                                             | Dublino                                                                | Irlanda                                                                | 2 – 3                                                                  | Polonia                                                                | Amichevole                                                             | -                                                                      | 60’                                                                    |
| 11-2-2009                                                              | Dublino                                                                | Irlanda                                                                | 2 – 1                                                                  | Georgia                                                                | Qual. Mondiali 2010                                                    | -                                                                      |                                                                        |
| 28-3-2009                                                              | Dublino                                                                | Irlanda                                                                | 1 – 1                                                                  | Bulgaria                                                               | Qual. Mondiali 2010                                                    | -                                                                      |                                                                        |
| 1-4-2009                                                               | Bari                                                                   | Italia                                                                 | 1 – 1                                                                  | Irlanda                                                                | Qual. Mondiali 2010                                                    | -                                                                      | 63’                                                                    |
| 12-8-2009                                                              | Limerick                                                               | Irlanda                                                                | 0 – 3                                                                  | Australia                                                              | Amichevole                                                             | -                                                                      | 46’                                                                    |
| 5-9-2009                                                               | Nicosia                                                                | Cipro                                                                  | 1 – 2                                                                  | Irlanda                                                                | Qual. Mondiali 2010                                                    | 1                                                                      | 75’                                                                    |
| 8-9-2009                                                               | Limerick                                                               | Irlanda                                                                | 1 – 0                                                                  | Sudafrica                                                              | Amichevole                                                             | -                                                                      | cap. 59’                                                               |
| 10-10-2009                                                             | Dublino                                                                | Irlanda                                                                | 2 – 2                                                                  | Italia                                                                 | Qual. Mondiali 2010                                                    | -                                                                      | 67’                                                                    |
| 14-11-2009                                                             | Dublino                                                                | Irlanda                                                                | 0 – 1                                                                  | Francia                                                                | Qual. Mondiali 2010                                                    | -                                                                      | 71’                                                                    |
| 18-11-2009                                                             | Saint-Denis                                                            | Francia                                                                | 1 – 1 dts                                                              | Irlanda                                                                | Qual. Mondiali 2010                                                    | -                                                                      |                                                                        |
| 2-3-2010                                                               | Londra                                                                 | Irlanda                                                                | 0 – 2                                                                  | Brasile                                                                | Amichevole                                                             | -                                                                      | 78’                                                                    |
| 25-5-2010                                                              | Dublino                                                                | Irlanda                                                                | 2 – 1                                                                  | Paraguay                                                               | Amichevole                                                             | 1                                                                      | 87’                                                                    |
| 28-5-2010                                                              | Dublino                                                                | Irlanda                                                                | 3 – 0                                                                  | Algeria                                                                | Amichevole                                                             | -                                                                      | 72’                                                                    |
| 3-9-2010                                                               | Erevan                                                                 | Armenia                                                                | 0 – 1                                                                  | Irlanda                                                                | Qual. Euro 2012                                                        | -                                                                      |                                                                        |
| 7-9-2010                                                               | Dublino                                                                | Irlanda                                                                | 3 – 1                                                                  | Andorra                                                                | Qual. Euro 2012                                                        | 1                                                                      | 83’                                                                    |
| 8-10-2010                                                              | Dublino                                                                | Irlanda                                                                | 2 – 3                                                                  | Russia                                                                 | Qual. Euro 2012                                                        | -                                                                      | 57’ 71’                                                                |
| 17-11-2010                                                             | Dublino                                                                | Irlanda                                                                | 1 – 2                                                                  | Norvegia                                                               | Amichevole                                                             | -                                                                      | 46’                                                                    |
| 8-2-2011                                                               | Dublino                                                                | Irlanda                                                                | 3 – 0                                                                  | Galles                                                                 | Amichevole                                                             | -                                                                      | 46’                                                                    |
| 26-3-2011                                                              | Dublino                                                                | Irlanda                                                                | 2 – 1                                                                  | Macedonia                                                              | Qual. Euro 2012                                                        | -                                                                      | 20’                                                                    |
| 2-9-2011                                                               | Dublino                                                                | Irlanda                                                                | 0 – 0                                                                  | Slovacchia                                                             | Qual. Euro 2012                                                        | -                                                                      | 64’                                                                    |
| 6-9-2011                                                               | Mosca                                                                  | Russia                                                                 | 0 – 0                                                                  | Irlanda                                                                | Qual. Euro 2012                                                        | -                                                                      | 67’                                                                    |
| 7-10-2011                                                              | Andorra la Vella                                                       | Andorra                                                                | 0 – 2                                                                  | Irlanda                                                                | Qual. Euro 2012                                                        | 1                                                                      | 71’                                                                    |
| 11-10-2011                                                             | Dublino                                                                | Irlanda                                                                | 2 – 1                                                                  | Armenia                                                                | Qual. Euro 2012                                                        | -                                                                      | 69’, 81’                                                               |
| 15-11-2011                                                             | Dublino                                                                | Irlanda                                                                | 1 – 1                                                                  | Estonia                                                                | Qual. Euro 2012                                                        | -                                                                      |                                                                        |
| 26-5-2012                                                              | Dublino                                                                | Irlanda                                                                | 1 – 0                                                                  | Bosnia ed Erzegovina                                                   | Amichevole                                                             | -                                                                      | 62’                                                                    |
| 4-6-2012                                                               | Budapest                                                               | Ungheria                                                               | 0 – 0                                                                  | Irlanda                                                                | Amichevole                                                             | -                                                                      | 46’                                                                    |
| 10-6-2012                                                              | Poznań                                                                 | Croazia                                                                | 3 – 1                                                                  | Irlanda                                                                | Euro 2012 - 1º turno                                                   | -                                                                      | 53’                                                                    |
| 18-6-2012                                                              | Poznań                                                                 | Italia                                                                 | 2 – 0                                                                  | Irlanda                                                                | Euro 2012 - 1º turno                                                   | -                                                                      | 76’                                                                    |
| 7-9-2012                                                               | Astana                                                                 | Kazakistan                                                             | 1 – 2                                                                  | Irlanda                                                                | Qual. Mondiali 2014                                                    | 1                                                                      | 58’                                                                    |
| 11-9-2012                                                              | Londra                                                                 | Irlanda                                                                | 4 – 1                                                                  | Oman                                                                   | Amichevole                                                             | 1                                                                      | cap. 61’                                                               |
| 14-11-2012                                                             | Dublino                                                                | Irlanda                                                                | 0 – 1                                                                  | Grecia                                                                 | Amichevole                                                             | -                                                                      | 46’                                                                    |
| 11-10-2013                                                             | Colonia                                                                | Germania                                                               | 3 – 0                                                                  | Irlanda                                                                | Qual. Mondiali 2014                                                    | -                                                                      |                                                                        |
| 15-10-2013                                                             | Dublino                                                                | Irlanda                                                                | 3 – 1                                                                  | Kazakistan                                                             | Qual. Mondiali 2014                                                    | -                                                                      |                                                                        |
| 15-11-2013                                                             | Dublino                                                                | Irlanda                                                                | 3 – 0                                                                  | Lettonia                                                               | Amichevole                                                             | -                                                                      | 81’                                                                    |
| 19-11-2013                                                             | Poznań                                                                 | Polonia                                                                | 0 – 0                                                                  | Irlanda                                                                | Amichevole                                                             | -                                                                      | 68’                                                                    |
| 6-6-2014                                                               | Chester                                                                | Costa Rica                                                             | 1 – 1                                                                  | Irlanda                                                                | Amichevole                                                             | 1                                                                      | 41’ 70’                                                                |
| 10-6-2014                                                              | East Rutherford                                                        | Irlanda                                                                | 1 – 5                                                                  | Portogallo                                                             | Amichevole                                                             | -                                                                      | 75’                                                                    |
| 3-9-2014                                                               | Dublino                                                                | Irlanda                                                                | 2 – 0                                                                  | Oman                                                                   | Amichevole                                                             | 1                                                                      | 59’                                                                    |
| 11-10-2014                                                             | Dublino                                                                | Irlanda                                                                | 7 – 0                                                                  | Gibilterra                                                             | Qual. Euro 2016                                                        | -                                                                      | 64’                                                                    |
| 25-3-2016                                                              | Dublino                                                                | Irlanda                                                                | 1 – 0                                                                  | Svizzera                                                               | Amichevole                                                             | -                                                                      | 27’                                                                    |
| 28-3-2017                                                              | Dublino                                                                | Irlanda                                                                | 0 – 1                                                                  | Islanda                                                                | Amichevole                                                             | -                                                                      |                                                                        |
| Totale                                                                 |                                                                        | Presenze                                                               | 63                                                                     |                                                                        | Reti (9º posto)                                                        | 14                                                                     |                                                                        |

## Palmarès
- League of Ireland: 1

Cork City: 2004-2005
- Football League Championship: 1

Reading: 2005-2006
- Football League One: 1

Wolverhampton: 2013-2014